# São José do Egito
São José do Egito là một đô thị thuộc bang Pernambuco, Brasil. Đô thị này có diện tích 783,38 km², dân số năm 2007 là 30426 người, mật độ 38,84 người/km².